# Шишлявич
45°31′ пн. ш. 15°45′ сх. д. / 45.51° пн. ш. 15.75° сх. д.
Шишлявич (хорв. Šišljavić) — населений пункт у Хорватії, в Карловацькій жупанії у складі міста Карловаць.

## Населення
Населення за даними перепису 2011 року становило 457 осіб.
Динаміка чисельності населення поселення: